# Bertrand Traoré
Bertrand Isidore Traoré (Bobo-Dioulasso, 1995. szeptember 6. –) Burkina Fasó-i válogatott labdarúgó, a Villarreal játékosa.
A Burkina Fasó-i válogatott tagjaként részt vett a 2012-es afrikai nemzetek kupáján, és a 2015-ös afrikai nemzetek kupáján.